# 상무 축구단
상무 축구단(尙武蹴球團, Sangmu Football Club)은 대한민국 경기도 성남시에 있었던 축구 선수단이다. 국군체육부대가 운영하는 세미프로 축구단이며, 1984년 1월에 창단되었고 2002년에 해단되었다.

## 역사

### 각 군 축구단 (?–1983)
상무 축구단의 뿌리인 대한민국 군 축구단의 역사를 살펴보면 1950년대 특무대, 첩보대, 헌병감실, 병참단, 공병단 등 육군 내 여러 축구단들을 비롯하여 해군 축구단, 해병대 축구단 등 각 군별 그리고 병과별 축구단이 존재하다가 1969년 이후 육군 내 여러 축구단이 육군 축구단 하나로 단일화되었으며 1972년 공군 축구단이 창설하고 1973년 해병대 축구단이 해군 축구단으로 이관되어 육군 웅비, 해군 해룡, 공군 성무 이렇게 3군 축구단 체제로 재편되면서 1983년까지 이어진다.

### 상무 축구 창단과 프로축구 참가 (1984–1985)
1984년 1월 11일 육군 웅비, 해군 해룡, 공군 성무 등으로 나뉘어 운영되어 오던 군 경기 단체들이 국군체육부대로 통합 발족하면서 창단되었다.
1984년 실업 축구 코리언리그의 패권을 차지하여 축구대제전 수퍼리그 진출권을 따냈으며, 이듬해 1985 시즌에 축구대제전 수퍼리그에 참가하여 여덟 개 팀 중 6위를 기록했으나 군 팀이라는 한계로 인해 한 시즌 후에 리그를 떠나게 되었다.

### 실업축구 시대 (1986–2002)
1986년부터 다시 실업 리그에 참여하게 된 상무는 1991년 추계, 1992년 춘계 대회에서 2회 연속 우승을 차지하며 실업축구의 강자로 자리잡았다. 이후에도 1996년부터 1999년까지의 추계 대회에서 4회 연속으로 우승하는 등의 성과를 올렸다. 또 1999년과 2001년 전국실업축구선수권대회에서도 우승을 하였다. 그 후 계속 실업무대에서 활동하다 2003 시즌에 광주 상무 축구단으로서 다시 K리그에 참가하였다. 상무 2군은 1군과 별개로 2003년부터 2005년까지 실업 리그인 K2리그 (현 내셔널리그)에 경기도 이천을 연고지로 하여 이천 상무라는 구단 명칭으로 활동했다가 통합되어 프로 2군 리그인 R리그에서 활동했었다.

## 우승 기록

### 국내 대회

#### 리그
- 전국실업축구연맹전

● 우승 (9): 1984, 1991추계, 1992춘계, 1994춘계, 1996추계, 1997추계, 1998추계, 1999추계, 2002춘계

#### 컵
- 전국실업축구선수권대회

● 우승 (2): 1999, 2001
- 전국축구선수권대회

● 우승 (1): 1996

## 같이 보기
- 광주 상무 FC
- 상주 상무 FC
- 김천 상무 FC
- 이천 상무 FC
- 문경 상무 WFC